# ギゼルベルト (ロートリンゲン公)
ロートリンゲン公ギゼルベルト（Giselbert von Lothringen, 890年頃 - 939年10月2日）は、ロートリンゲン大公（在位：925/8年 - 939年）。ロートリンゲン貴族レニエ家のレニエ1世の子。

## 生涯
911年に東フランク王ルートヴィヒ4世が死去した後、ロートリンゲンでは東西フランク両派に分かれ対立が起こり、父レニエ1世は親西フランク派リーダーとして東フランク派と戦った。その結果、西フランク派が勝利し、ロートリンゲンは西フランク王シャルル3世のものとなった。920年に、レニエ1世の跡を継いだギゼルベルトはシャルル3世より独立し、ロートリンゲン王を称した。しかし、ギゼルベルトはシャルル3世に敗北し、東フランク王ハインリヒ1世のもとに逃げ込んだ。東西フランク王は921年11月のボン条約において互いの領土を確認し休戦を約したが、その後西フランク王シャルル3世はパリ伯ロベールと対立、923年にはロベールの娘婿ブルゴーニュ公ラウールにより廃位された。ギゼルベルトは当初は西フランク王となったラウールを支持していたものの、ラウールからの圧力を受けて、再び東フランク王ハインリヒ1世のもとへ走った。ハインリヒ1世は925年（または928年）に正式にギゼルベルトをロートリンゲン大公とし、928年には自らの娘ゲルベルガをギゼルベルトと結婚させた。これにより、ロートリンゲンは東フランク王国（ドイツ王国）の領土となることが確定した。934年にはハインリヒ1世によりフランケン大公エーバーハルトや司教らとともに西フランク王ラウールのもとに派遣されている。
936年のハインリヒ1世の死後、オットー1世が東フランク王位を継いだが、938年にはオットー1世の弟ハインリヒが反乱を起こし、ギゼルベルトはフランケン大公エーバーハルトとともにハインリヒ側に加わり、西フランク王ルイ4世に援助を求めた。939年10月2日、ギゼルベルトらがアンデルナハのライン河畔で宴会を開いているところを、オットー1世は急襲し、ギゼルベルトは溺死した。ロートリンゲン大公位は、同年のうちにオットー1世に降伏したオットーの弟ハインリヒが得ることとなった。

## 子女

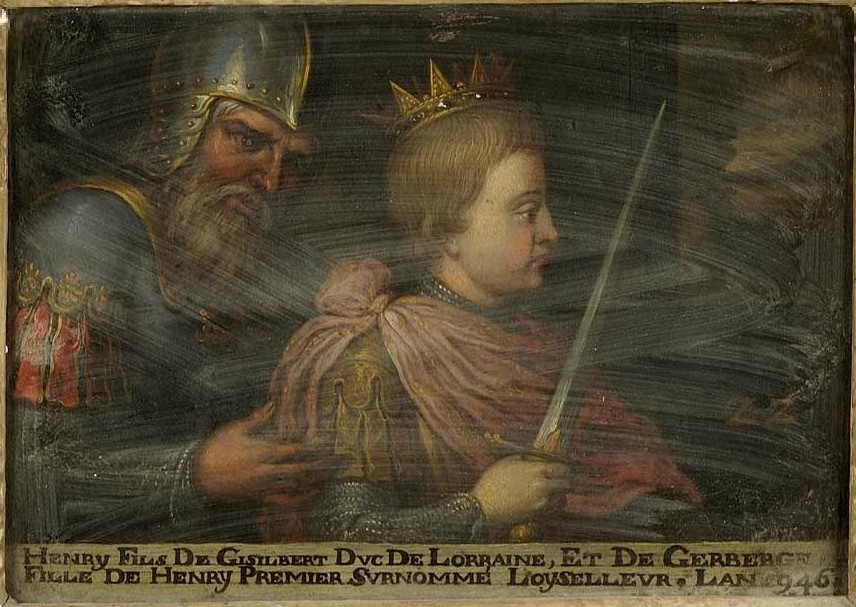
息子ハインリヒとその後見人オットー・フォン・ヴェルダン（?）

928年に東フランク王ハインリヒ1世の娘ゲルベルガと結婚した。
- アルベラダ（929年頃 - ?） - ルシー伯ルノーと結婚
- ハトヴィヒ - 早世
- ハインリヒ（932年頃 - 944年以前） - ロートリンゲン公オットー・フォン・ヴェルダンのもとで養育されたが、オットーの死去より前に早世し、ロートリンゲン公位は継承できなかった[3]。
- ゲルベルガ（935年頃 - 978年） - ヴェルマンドワ伯アルベール1世と結婚。

ギゼルベルトの死後、寡婦となったゲルベルガは939年に西フランク王ルイ4世と再婚している。

## 引用
1. ↑  Leyser, p.13.
2. ↑  瀬原、p.77
3. ↑  コルヴァイのヴィドゥキント、p.153